# Biografielijst Tc

## Tc
- Terence Tchiknavorian (1992), Frans freestyleskiër
- Andrei Tchmil (1963), Belgisch wielrenner en Moldavisch politicus